# Кулешово (Черниговская область)
Кулешо́во (укр. Кулішове) — село, расположенное на территории Бахмачского района Черниговской области (Украина).
Население составляет 29 жителей (2006 год). Плотность населения — 483,33 чел/кв.км.
Впервые упоминается в 1925 году.

## География
Село Кулешово находится примерно в 14 км к юго-западу от центра города Бахмач. Средняя высота населённого пункта — 142 м над уровнем моря. Село находится в зоне умеренного умеренно континентального климата.

## Религия
Национальный состав представлен преимущественно украинцами, конфессиональный состав — христианами.